# 故銘堂
故銘堂（法語：Association Koo Men Tong 1）是法屬玻里尼西亞華人社團，最早成立於1918年2月，舊時為「中國國民黨駐大溪地第一直屬支部」，也曾用過「大溪地自由中國友好協會」之名（法語：Association Amicale de la Chine Libre de Tahiti）。該社團位於大溪地巴比提，致力在法屬玻里尼西亞傳播中華文化及推廣漢語教學，提供了麻將、書法、珠算、功夫及太極拳等中華文化相關課程，也兼顧著玻里尼西亞傳統舞蹈及烏克麗麗等文化內容。